# Joachim Peiper
Joachim Peiper (Berlin-Wilmersdorf, 30 januari 1915 – Traves, 14 juli 1976) was een Waffen-SS officier gedurende de Tweede Wereldoorlog, en een veroordeelde oorlogsmisdadiger. In 1945, toen hij uit het leger ging, had hij de rang van SS-Standartenführer (kolonel).

## Biografie

### Jonge jaren
Peiper werd geboren als zoon van een legerofficier die tijdens de Eerste Wereldoorlog had meegevochten in Oost-Afrika. Hij had twee broers: Hans-Hasso Peiper en Horst Peiper.

### Tweede Wereldoorlog
In 1933 werd Peiper gerekruteerd door de SS-Verfügungstruppe. Sepp Dietrich wees hem toe aan de Leibstandarte-SS "Adolf Hitler" (LSSAH) erewacht. In 1935 ging Peiper naar de trainingsschool voor SS-officieren (Junkerschule) in Braunschweig. In maart 1938 werd hij lid van de Nationaalsocialistische Duitse Arbeiderspartij. De maand daarop werd hij in de staf van SS-leider Heinrich Himmler opgenomen en het jaar daarop bevorderd tot eerste adjudant van Himmler; hij behield die positie tot augustus 1941. Alleen tijdens de Slag om Frankrijk werd hij even van deze taak ontheven daar hij mee moest vechten. Vanaf 1941 kreeg hij het bevel over verschillende eenheden van het leger, waaronder de Kampfgruppe.
Tijdens zijn periode als Himmlers adjudant ontmoette Peiper zijn toekomstige vrouw Sigurd Hinrichsen (1912). Ze trouwden in 1939 en kregen drie kinderen. Op zijn 29e werd Peiper SS-Standartenführer (kolonel) in de Waffen-SS. Tevens werd hij onderscheiden met het Ridderkruis.
Peiper was een ervaren leider en nam deel aan veel grote veldslagen. Aan het oostfront vocht hij in de Derde Slag om Charkov en de Slag om Koersk. In 1944 kreeg hij het bevel over zijn eigen Kampfgruppe, die deel uitmaakte van de zesde pantsereenheid onder bevel van Sepp Dietrich. Met deze Kampfgruppe nam hij deel aan de Slag om de Ardennen. Hij en zijn Kampfgruppe waren hier grotendeels verantwoordelijk voor het Bloedbad van Malmedy. Uiteindelijk raakte de Kampfgruppe door zijn brandstof heen en werd ingesloten door Amerikaanse troepen in La Gleize. Peiper was gedwongen met zijn soldaten te vluchten en een groot aantal voertuigen achter te laten. Met 800 man bereikte hij te voet Duitsland.

### Na de oorlog

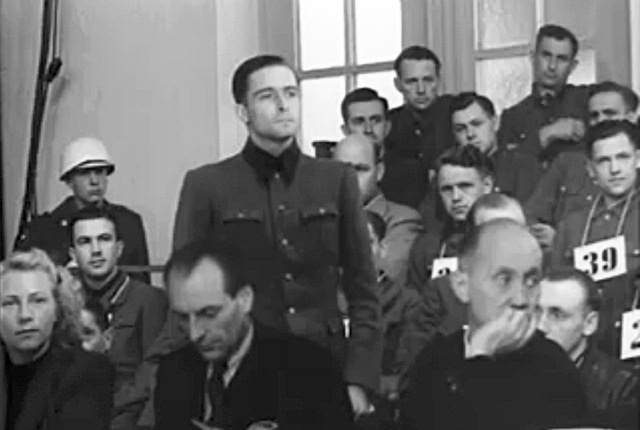
Peiper tijdens de Malmedy-processen.

Aan het eind van de Tweede Wereldoorlog werd Peiper gevangengenomen, en samen met andere leden van zijn Kampfgruppe aangeklaagd voor oorlogsmisdaden.
Hij verscheen in 1946 voor een Amerikaanse militaire rechtbank in de rechtszaak rond het bloedbad van Malmedy. Peiper beweerde tijdens het proces geregeld dat hij mentaal en fysiek werd gemarteld, maar dokters konden hiervoor geen bewijs vinden. Peiper bood aan alle schuld op zich te nemen als de rechter zijn soldaten in vrijheid zou stellen. Dit werd geweigerd.
Uiteindelijk werden 42 beklaagden, onder wie Peiper, schuldig bevonden aan het Bloedbad van Malmedy en veroordeeld tot de doodstraf door ophanging. Peiper verzocht nog de straf voor zijn mannen om te zetten in dood door het vuurpeloton, maar ook dat verzoek werd geweigerd.
De veroordelingen leidden echter tot controverse binnen Duitse kringen, vooral binnen de kerk. Een aantal doodstraffen werden daarop omgezet in levenslange gevangenisstraf. Van enkelen, waaronder Peiper, bleef de doodstraf gehandhaafd. Maar na druk, onder meer van de bekende anticommunistische senator Joseph McCarthy, werden in 1949 ook de laatste doodstraffen omgezet in levenslange gevangenisstraf.
Peiper zat uiteindelijk 11,5 jaar uit. Eind december 1956 werd hij vrijgelaten.
Na zijn vrijlating werkte hij voor Porsche in Stuttgart. In 1964 dienden enkele Italianen een klacht in tegen hem wegens zijn rol bij het optreden van zijn troepen in 1943 in Boves in Noord-Italië, waar 23 burgers waren vermoord. Daarbovenop kwamen nog beschuldigingen dat hij in die streek Joden zou hebben gedeporteerd. Maar na drie jaar vooronderzoek werd de vervolging stopgezet wegens gebrek aan bewijs.

### Dood van Peiper
In 1972 verhuisde Peiper naar Traves, een onopvallend dorpje in het oosten van Frankrijk, alwaar hij aan de kost kwam door Engelstalige militaire boeken in het Duits te vertalen. Hij leefde daar onder een schuilnaam. In juni 1976 raakte zijn ware identiteit bekend toen hij werd herkend door een Franse communist die vroeger actief was geweest in het verzet. Het kwam tot protesten tegen zijn aanwezigheid en Peiper werd meermalen bedreigd. Hij stuurde daarop vrouw en kinderen naar Duitsland maar bleef zelf in Traves.
In de nacht van 13 op 14 juli 1976 werd zijn huis in brand gestoken met brandbommen en een molotovcocktail. Een verkoold lichaam werd in het huis aangetroffen maar nooit geïdentificeerd als dat van Peiper. De daders zijn nooit gevonden.

## Familie
Peipers oudste broer Hans-Hasso Peiper overleed op 11 mei 1942 aan de gevolgen van TBC. Zijn andere broer Horst werd ook SS-Führer.

## Militaire loopbaan
- SS-Anwärter: 16 oktober 1933[7][8]
- SS-Mann: 23 juli 1934[9]
- SS-Sturmmann: 7 september 1934[10]
- SS-Rottenführer: 10 oktober 1934
- SS-Unterscharführer: 1 maart 1935[11]
- SS-Standartenjunker: 9 november 1935[12]
- SS-Standarten-Oberjunker: 5 maart 1935 (met ingang vanaf 25 februari 1936)[13]
- SS-Untersturmführer: 20 april 1936[14][15]
- SS-Obersturmführer: 30 januari 1939[16]
- SS-Hauptsturmführer: 6 juni 1940[7] - 1 juni 1940[17]
- SS-Sturmbannführer: 30 januari 1943[18][7]
- SS-Obersturmbannführer: 30 januari 1944[18]
- SS-Standartenführer: 20 april 1945[7][19]

## Lidmaatschapsnummers
- SS-nr.: 132 496[14](lid geworden 16 oktober 1933)[20]
- NSDAP-nr.: 5 508 134[21](lid geworden 1 maart 1938)[22]

## Decoraties
Selectie:
- Ridderkruis van het IJzeren Kruis op 9 maart 1943 als SS-Sturmbannführer en Commandant van het III.(gepanzert)/SS-Panzergrenadier-Regiment 2 "Leibstandarte SS Adolf Hitler"[18][23][24][25][7]
- Ridderkruis van het IJzeren Kruis met Eikenloof (nr.337) op 27 januari 1944 als SS-Obersturmbannführer en Commandant van het SS-Panzer-Regiment 1 "Leibstandarte SS Adolf Hitler"[26][27][25][7]
- Ridderkruis van het IJzeren Kruis met Eikenloof en Zwaarden (nr.119) op 11 januari 1945 als SS-Obersturmbannführer en Commandant van SS-Panzer-Regiment 1[25][7]
- Duits Kruis[18] in goud op 6 mei 1943[25][28]
- Nahkampfspange in zilver (20 oktober 1943)[29][25][7] en brons (1943)
- Sonderabzeichen für das Niederkämpfen von Panzerkampfwagen durch Einzelkämpfer in 24 juli 1943[25]
- Panzerkampfabzeichen met getal "50" of "75"?[30][7]
- Op 19 maart 1943 genoemd in het Wehrmachtbericht.[7]